# يا محمد
يا محمد هو تعبير عربي يُنادي النبي محمد.

## التعريف
عبارة "يا محمد" نداء للنبي محمد. تشير كلمة (يا) إلى حالة النداء، وتدل على المخاطبة المباشرة لشخص ما. وهي بادئة شائعة يستخدمها المتحدثون باللغة العربية قبل الأسماء الشخصية إذا أراد مناداته.

## الاستخدام
وتُستخدم لطلب الشفاعة من النبي أو آله وأصحابه والشخصيات الجليلة. وأغلب ممارسيها هم من الشيعة، مع طوائف عديدة من السنة مثل الأشاعرة والماتريدية، وأيضًا في الصوفية.[بحاجة لمصدر] تُستخدم صيغة النداء " يا" عند استخدامها مع كلمة "الله" للدعوة إلى الله طلبًا للمساعدة؛ وبسبب هذا الاستخدام المُتشابك فتميل مُعظم الطوائف السلفية لتحريمها.

### إحياء محرم
في إحياء محرم الحرام يكثر قول الشيعة لعبارات: يَا رَسُولُ الله، ويا حسين ويا علي. تظهر هذه الشعارات لاستذكار النبي وأهل بيته.